# Stichaeinae
Die Stichaeinae sind eine Unterfamilie aus der Fischfamilie der Stachelrücken (Stichaeidae) in der Teilordnung der Aalmutterverwandten (Zoarcales). Alle 14 Arten der Gruppe sind bodenbewohnende Meeresfische. Zwölf Arten kommen in den kühlen Gewässern des nördlichen Pazifiks vor, zwei weitere im nordwestlichen Atlantik (Ernogrammus zhirmunskii in der Davisstraße und Ulvaria subbifurcata an den Küsten Neufundlands und der Neuenglandstaaten).

## Merkmale
Der Körper der Stichaeinae ist langgestreckt, aber weniger als bei den meisten anderen Stachelrücken. Der Kopf ist relativ groß aber ohne Hautlappen oder sonstige Hautauswüchse wie bei vielen anderen Stachelrücken und schuppenlos. Gaumenzähne sind vorhanden. Die Afterflosse besitzt an ihrem Beginn einen bis drei Flossenstacheln. Die relativ großen Brustflossen werden von 14 bis 18 Flossenstrahlen gestützt, die Bauchflossen von einem Stachel und 3 bis 5 Flossenstrahlen. Die Anzahl der Wirbel liegt bei 43 bis 61. Die Anzahl der Branchiostegalstrahlen liegt bei sechs. Das Seitenliniensystem ist auf dem Kopf gut entwickelt und liegt bei den meisten Arten in Doppelreihen vor. Auf dem Rumpf ist es komplex mit mehreren Kanälen und unterschiedlichen Verzweigungsmustern. Die Stichaeinae werden 7,5 bis 60 cm lang. 
Über die Lebensweise der Stichaeinae ist so gut wie nichts bekannt.

## Gattungen und Arten

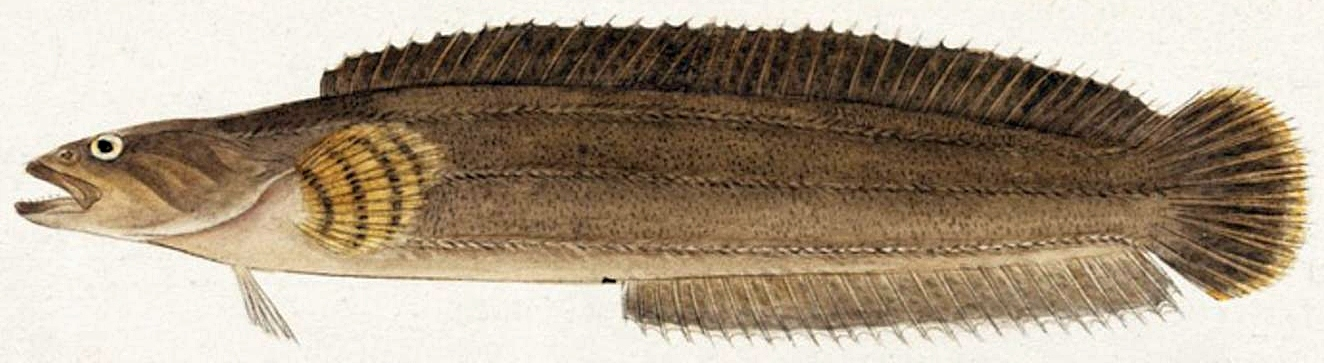
Ernogrammus hexagrammus

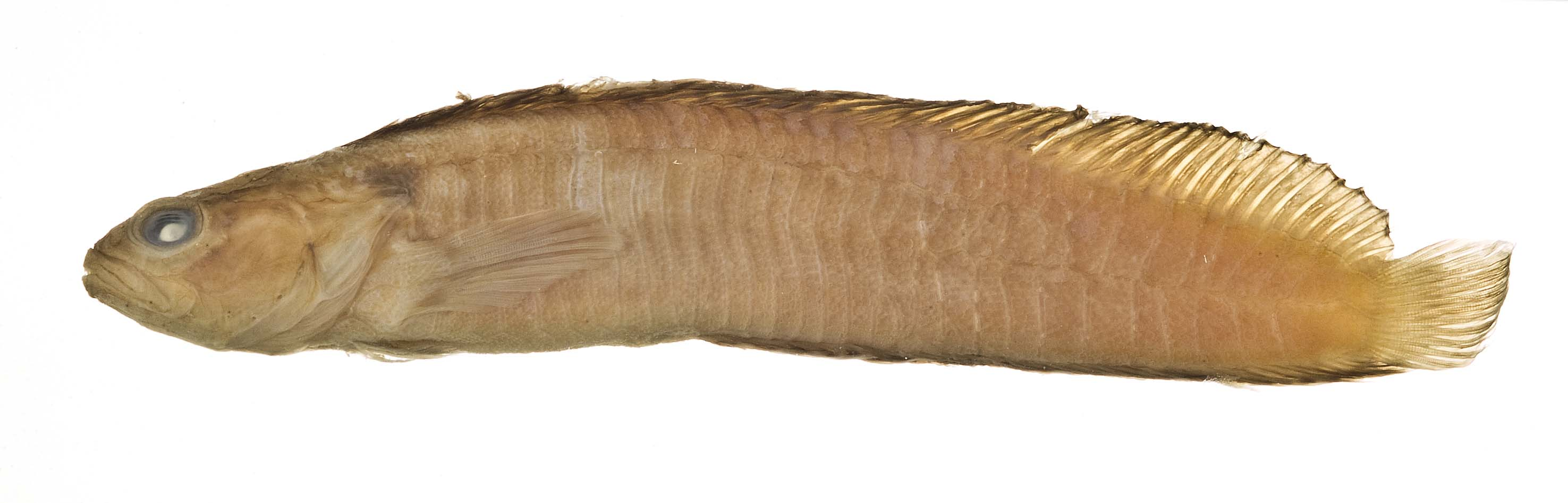
Plagiogrammus hopkinsii

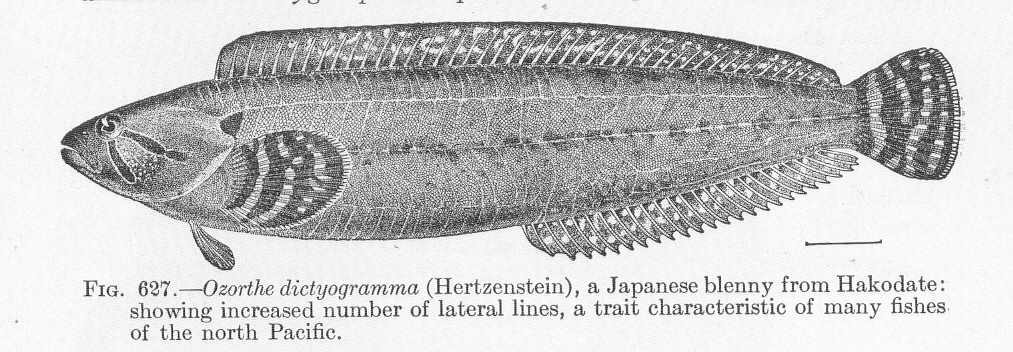
Stichaeopsis nana

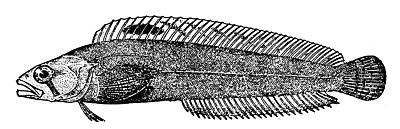
Ulvaria subbifurcata

- Gattung ErnogrammusErnogrammus hexagrammus
  - Ernogrammus hexagrammus
  - Ernogrammus walkeri
  - Ernogrammus zhirmunskii
- Gattung EumesogrammusPlagiogrammus hopkinsii
  - Eumesogrammus praecisus
- Gattung Plagiogrammus
  - Plagiogrammus hopkinsii
- Gattung StichaeopsisStichaeopsis nana
  - Stichaeopsis epallax
  - Stichaeopsis nana
  - Stichaeopsis nevelskoi
- Gattung Stichaeus
  - Stichaeus fuscus
  - Stichaeus grigorjewi
  - Stichaeus nozawae
  - Stichaeus ochriamkini
  - Stichaeus punctatus
- Gattung UlvariaUlvaria subbifurcata
  - Ulvaria subbifurcata